# Stade international d'Amman
 (mars 2025).
Si vous disposez d'ouvrages ou d'articles de référence ou si vous connaissez des sites web de qualité traitant du thème abordé ici, merci de compléter l'article en donnant les références utiles à sa vérifiabilité et en les liant à la section « Notes et références ».
Le stade international d'Amman (en arabe : ستاد عمان الدولي) est un stade basé à Amman, en Jordanie. D’une capacité de 25 000 places, il fut construit en 1968 et rénové en 2009.
Il sert de stade pour la sélection jordanienne, ainsi que pour le club jordanien d'Al-Faisaly Club.
Il accueillie aussi les Championnats d'Asie d'athlétisme 2007, ainsi que les éditions 2000, 2007 et 2010 du Championnat d'Asie de l'Ouest de football.